# Discul lui Newton

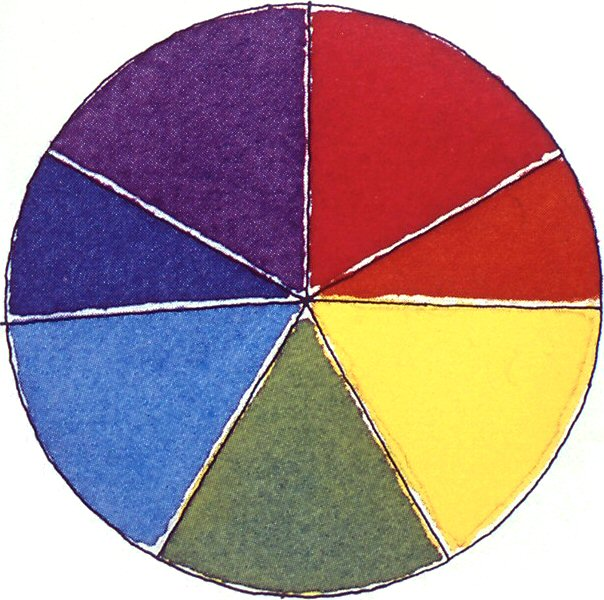
Discul lui Newton

Discul lui Newton este o placă circulară împărțită în șapte sectoare colorate, reproducând culorile spectrului solar și care, prin rotire rapidă, devine albă.